# Славко Вранеш
Славко Вранеш (Пљевља, 30. јануар 1983) је црногорски кошаркаш. Игра на позицији центра. Са висином од 2,29 m, један је од највиших кошаркаша на свету.

## Каријера
Кошарку је почео да тренира у Рудару из Пљеваља код тренера Микија Јеловца. Са 14 година прелази у млађе категорије ФМП Железника, а три године касније је отишао у Турску где је био члан Тофаша, а потом и Ефес Пилсена. Као играч Ефеса је био на позајмици у друголигашу Анталијаспору. Након епизоде у Турској, враћа се у Црну Гору и потписује за подгоричку Будућност, где остаје до краја сезоне 2002/03.
На НБА драфту 2003. је одабран као 39. пик од стране Њујорк никса. У јулу 2003. је потписао уговор са Никсима, али је отпуштен у децембру исте године, пре него што је стигао да дебитује. Почетком јануара 2004. потписује десетодневни уговор са Портланд трејлблејзерсима. У дресу Портланда је наступио на једном НБА мечу. Било је то 8. јануара 2004, у поразу 96:75 од Минесота тимбервулвса, када је на терену провео три минута. Након истека уговора није му понуђен нови, па је напустио Портланд.
Почетком фебруара 2004. се враћа у Србију и Црну Гору и потписује двоипогодишњи уговор са Црвеном звездом. У црвено-белом дресу је наступио само на три утакмице регионалне Јадранске лиге, док за такмичење у Суперлиги није лиценциран. У августу 2004. се враћа у Црну Гору и потписује за Будућност. У подгоричком клубу проводи наредне три сезоне, а у последњој сезони са клубом осваја премијерна издања Првенства и Купа Црне Горе.
У октобру 2007. године је потписао уговор са Партизаном. У Партизану је провео наредне три сезоне, током којих је освојио све домаће трофеје, а поред тога је и наступао на фајнал фору Евролиге у сезони 2009/10.
За сезону 2010/11. потписује уговор са УНИКС-ом из Казања. За сезону 2011/12. сели се у Иран и потписује за екипу Петрохими Бандар Имам. У фебруару 2013. се вратио у српску кошарку и потписао уговор са Металцем до краја сезоне 2012/13. Одиграо је 14 утакмица на којима је имао просечан учинак од 10,5 поена и 4,9 скокова.
У октобру 2013. поново одлази у Иран и потписује за екипу Зоб Ахан Исфахан за сезону 2013/14. У фебруару 2015. је након неколико месеци без клуба, поново потписао за Металац. Ипак већ почетком маја исте године напушта Металац, и враћа се у Иран где потписује за свој бивши клуб Петрохими Бандар Имам. Сезону 2015/16. је провео наступајући у Ирану за Ајандез Сазан Техеран. У сезони 2017/18. је по трећи пут играо за Металац.

## Репрезентација
Наступао је за репрезентације Црне Горе од 2009. до 2011. године. Играо је на Европском првенству 2011. у Литванији.

## Успеси

### Клупски
- Будућност:
  - Првенство Црне Горе (1): 2006/07.
  - Куп Црне Горе (1): 2007.
- Партизан:
  - Првенство Србије (3): 2007/08, 2008/09, 2009/10.
  - Јадранска лига (3): 2007/08, 2008/09, 2009/10.
  - Куп Радивоја Кораћа (3): 2008, 2009, 2010.
- УНИКС Казањ:
  - УЛЕБ Еврокуп (1): 2010/11.